# Barylestis variatus
Barylestis variatus is een spinnensoort uit de familie van de jachtkrabspinnen (Sparassidae).
De wetenschappelijke naam van de soort werd in 1899 als Torania variata gepubliceerd door Reginald Innes Pocock.